# Bang của Sudan
Danh sách dưới đây bao gồm 25 bang của Cộng hòa Sudan được tổ chức từ các tỉnh dưới thời thuộc Anh. Tên gọi trong tiếng Ả Rập cũng được thêm vào. Các bang không phải là tỉnh trước năm 1994 được ký hiệu (*). Chuyển tự từ tiếng Ả Rập sang ký tự Latinh có nhiều cách và chưa thống nhất; chẳng hạn như mạo từ "al" thỉnh thoảng được chuyển tự thành "el". Số thứ tự của các bang phù hợp với thể hiện trên bản đồ. Từ 9 tháng 7 năm 2011, các khu vực thuộc Miền nam Sudan trở thành nước Nam Sudan độc lập.

Các bang của Sudan

## Các bang của Cộng hòa Sudan
Cộng hòa Sudan từ ngày 9 tháng 7 năm 2010 gồm 15 bang.
- Nin Xanh
  - Al Jazirah (7)
  - Nin Xanh (An Nil al Azraq) (24)
  - Sennar (*) (25)
  - Nin Trắng (An Nil al Abyad) (8)
- Darfur (Hội đồng khu vực Darfur chuyển tiếp cũng tồn tại)
  - Bắc Darfur (Shamal Darfur) (2)
  - Nam Darfur (Janub Darfur) (11)
  - Tây Darfur (Gharb Darfur) (12)
- Kassala (Hội đồng Phối hợp các bang Đông Sudan cũng tồn tại)
  - Kassala (Ash Sharqiyah) (5)
  - Al Qadarif (6)
  - Biển Đỏ (Al Bahr al Ahmar) (26)
- Khartoum
  - Khartoum (Al Khartum) (3)
- Kurdufan
  - Bắc Kurdufan (Shamal Kurdufan) (9)
  - Nam Kurdufan (Janub Kurdufan) (13)
- Miền Bắc
  - Northern (Ash Shamaliyah) (1)
  - Sông Nin (Nahr an Nil) (4)

## Các bang của Cộng hòa Nam Sudan
Vào ngày 9 tháng 7 năm 2011, 10 bang miền nam trở thành quốc gia Nam Sudan độc lập. 10 bang này được chia thành 86 Quận.
- Bahr el Ghazal
  - Lakes (Al Buhayrat) (18)
  - Bắc Bahr el Ghazal (Shamal Bahr al Ghazal) (15)
  - Tây Bahr el Ghazal (Gharb Bahr al Ghazal) (14)
  - Warrap (*) (21)
- Equatoria
  - Trung Equatoria (*) (17)
  - Đông Equatoria (Sharq al Istiwa'iyah) (19)
  - Tây Equatoria (Gharb al Istiwa'iyah) (16)
- Thượng Nin
  - Jonglei (20)
  - Unity (Al Wahdah) (*) (22)
  - Thượng Nin (A'ali an Nil) (23)